# Eric Doney
Eric Allen Doney (22 januari 1953 - 17 april 2015) was een Amerikaanse jazz-pianist, componist en producer.
Tijdens zijn highschool-tijd speelde hij als professioneel muzikant in jazzclubs in Pocono Mountains, onder meer met Al Cohn en Bill Goodwin. Hierna studeerde hij aan de Susquehanna University. Hij toerde met Jon Hendricks en (twee jaar) met de groep van David Johansen. Na enige tijd in Parijs te hebben gewoond en gewerkt, verhuisde hij naar Santa Monica. Hij werkte als orkestleider voor zangeres en actrice Connie Stevens en als muzikaal leider en pianist in de tv-shows van Bob Hope. In 1984 trad hij met zijn latere vrouw Vicki Doney op tijdens de openingsceremonie van de Olympische Spelen in Los Angeles (het nummer "Reach Out and Touch"). Hij speelde vijf jaar in Les Brown's Band of Renown en was drie jaar muzikaal leider voor Engelbert Humperdinck. Begin jaren negentig richtte hij een eigen platenlabel op, Pacific Street Records, waarvoor hij meer dan twintig albums produceerde, onder meer van Phil Woods en Bob Dorough. Ook kwamen hierop enkele albums onder eigen naam uit.  

## Discografie
- The Piano, Pacific Street Records, 1991
- And Why Not?, Pacific Street Records, 1997
- Christmas in a Small Town, Pacific Street Records, 2009 ('Albumpick' Allmusic.com)
- As If By Magic (met violist Zach Brock), Minsi Ridge Records, ?
- Being There Wasn't There, Minsi Ridge Records, ?
- Meditations: Piano Compositions by Richard Master, Minsi Ridge Records, ?
- Some Other Time (met Richard Master), Minsi Ridge Records, ?